# Evgheni Karlovici Miller
Evgheni Karlovici Miller (în rusă Евгений Карлович Миллер) (n. 7 octombrie 1867 – d. 11 mai 1939) a fost unul dintre generalii Armatei Țariste Ruse din Primul Război Mondial.
A îndeplinit funcția de comandant al Corpului 26 Armată rus în campania acesteia din România, având gradul de general-locotenent.:p. 181 